# Фудбалска репрезентација Јужноафричке Републике
Фудбалска репрезентација Јужноафричке Републике је фудбалски тим који представља Јужноафричку Републику на међународним такмичењима и под контролом је Фудбалског савеза Јужноафричке Републике. На светску сцену су се вратили 1992. године након година забране играња од стране ФИФА. 1996. године су освојили Афрички куп нација којем су били домаћини.

## Резултати репрезентације

### Афрички куп нација
| Првенство    | Пласман                         |
| ------------ | ------------------------------- |
| 1957         | Дисквалификован због апартхејда |
| 1959 до 1992 | Избачен из КАФ-а                |
| 1994         | није се квалификовала           |
| 1996         | Првак                           |
| 1998         | 2. место                        |
| 2000         | 3. место                        |
| 2002         | четвртфинале                    |
| 2004         | 1 коло                          |
| 2006         | 1 коло                          |
| 2008         | 1 коло                          |
| 2010         | није се квалификовала           |

### Светско првенство
| Година     | Првенство                         | Пласман                           | ИГ                                | П                                 | Н*                                | И                                 | ГД                                | ГП                                |
| ---------- | --------------------------------- | --------------------------------- | --------------------------------- | --------------------------------- | --------------------------------- | --------------------------------- | --------------------------------- | --------------------------------- |
| 1930-1962. | Није учествовала                  | Није учествовала                  | Није учествовала                  | Није учествовала                  | Није учествовала                  | Није учествовала                  | Није учествовала                  | Није учествовала                  |
| 1966-1990. | Забрањена од ФИФА због Апартхејда | Забрањена од ФИФА због Апартхејда | Забрањена од ФИФА због Апартхејда | Забрањена од ФИФА због Апартхејда | Забрањена од ФИФА због Апартхејда | Забрањена од ФИФА због Апартхејда | Забрањена од ФИФА због Апартхејда | Забрањена од ФИФА због Апартхејда |
| 1994       | Није се квалификовала             | Није се квалификовала             | Није се квалификовала             | Није се квалификовала             | Није се квалификовала             | Није се квалификовала             | Није се квалификовала             | Није се квалификовала             |
| 1998       | 1. коло                           | 24                                | 3                                 | 0                                 | 2                                 | 1                                 | 3                                 | 6                                 |
| 2002       | 1. коло                           | 17                                | 3                                 | 1                                 | 1                                 | 1                                 | 5                                 | 5                                 |
| 2006       | Није се квалификовала             | Није се квалификовала             | Није се квалификовала             | Није се квалификовала             | Није се квалификовала             | Није се квалификовала             | Није се квалификовала             | Није се квалификовала             |
| 2010       | 1. коло                           | 20                                | 3                                 | 1                                 | 1                                 | 1                                 | 3                                 | 5                                 |
| 2014       | Није се квалификовала             | Није се квалификовала             | Није се квалификовала             | Није се квалификовала             | Није се квалификовала             | Није се квалификовала             | Није се квалификовала             | Није се квалификовала             |
| 2018       | Није се квалификовала             | Није се квалификовала             | Није се квалификовала             | Није се квалификовала             | Није се квалификовала             | Није се квалификовала             | Није се квалификовала             | Није се квалификовала             |
| 2022       | Није се квалификовала             | Није се квалификовала             | Није се квалификовала             | Није се квалификовала             | Није се квалификовала             | Није се квалификовала             | Није се квалификовала             | Није се квалификовала             |
| Укупно     | 3/22                              |                                   | 9                                 | 2                                 | 4                                 | 3                                 | 13                                | 16                                |

### Куп конфедерација
| Година       | Пласман               | ИГ                    | П                     | Н                     | И                     | ГД                    | ГП                    |                       |
| ------------ | --------------------- | --------------------- | --------------------- | --------------------- | --------------------- | --------------------- | --------------------- | --------------------- |
| 1992 до 1995 | није се квалификовала | није се квалификовала | није се квалификовала | није се квалификовала | није се квалификовала | није се квалификовала | није се квалификовала | није се квалификовала |
| 1997.        | 1 коло                | 3                     | 0                     | 1                     | 2                     | 5                     | 7                     |                       |
| 1999 до 2005 | није се квалификовала | није се квалификовала | није се квалификовала | није се квалификовала | није се квалификовала | није се квалификовала | није се квалификовала | није се квалификовала |
| 2009.        | 4 место               | 4                     | 1                     | 1                     | 2                     | 4                     | 5                     |                       |
| 2013 до 2017 | није се квалификовала | није се квалификовала | није се квалификовала | није се квалификовала | није се квалификовала | није се квалификовала | није се квалификовала | није се квалификовала |
| Укупно       | 2/10                  | 6                     | 1                     | 2                     | 3                     | 7                     | 9                     |                       |

## Списак играча заСветско првенство у фудбалу 2010.
Селектор:  Карлос Алберто Пареира
| Број       | Име                  | Датум рођења        | Клуб                | Наступи (голови) | Дебитовао                        |
| Голмани    | Голмани              | Голмани             | Голмани             | Голмани          | Голмани                          |
| ---------- | -------------------- | ------------------- | ------------------- | ---------------- | -------------------------------- |
| 1          | Шу-Аиб Волтерс       | 26. децембар 1981.  | Марицбург јунајтед  | 0 (0)            | није дебитовао                   |
| 16         | Итумеленг Куне       | 20. јун 1987.       | Кајзер Чифс         | 21 (0)           | Зимбабве, 11. март 2008.         |
| 22         | Муниб Џозефс         | 19. мај 1980.       | Орландо Пајратс     | 14 (0)           | 2003.                            |
| Одбрана    |                      |                     |                     |                  |                                  |
| 2          | Сибонисо Гакса       | 6. април 1984.      | Мамелоди Сандаунс   | 33 (0)           | Зеленортска Острва, 4. јун 2005. |
| 3          | Тсепо Масилела       | 5. мај 1985.        | Макаби Хаифа        | 27 (0)           | 2006.                            |
| 4          | Арон Мокуна          | 25. новембар 1980.  | Портсмут            | 100 (2)          | 1999.                            |
| 5          | Лукас Твала          | 19. октобар 1981.   | Орландо Пајратс     | 17 (1)           | 2005.                            |
| 14         | Метју Бут            | 14. март 1977.      | Мамелоди Сандаунс   | 26 (1)           | Боцвана, 20. фебруар 1999.       |
| 19         | Анеле Нгонгка        | 20. октобар 1987.   | Генк                | 2 (0)            | 2009.                            |
| 20         | Бонгани Кумало       | 6. јануар 1987.     | Суперспорт јунајтед | 6 (0)            | 2008.                            |
| 21         | Сијабонга Сангвени   | 29. септембар 1981. | Голден Ероус        | 3 (1)            | 2007.                            |
| Средњи ред |                      |                     |                     |                  |                                  |
| 6          | Макбет Сибаја        | 25. новембар 1977.  | Рубин Казањ         | 52 (0)           | 2001.                            |
| 7          | Ленс Дејвидс         | 11. април 1985.     | Ајакс Кејптаун      | 17 (0)           | 2004.                            |
| 8          | Сифиве Шабалала      | 25. септембар 1984. | Кајзер Чифс         | 42 (5)           | Египат, 14. јануар 2006.         |
| 10         | Стивен Пијенар       | 17. март 1982.      | Евертон             | 50 (2)           | Турска, 2002.                    |
| 11         | Теко Модисе          | 22. децембар 1982.  | Орландо Пајратс     | 54 (10)          | Малави, 26. мај 2007.            |
| 12         | Ренилве Летшолонјане | 9. јун 1982.        | Кајзер Чифс         | 3 (0)            | 2008.                            |
| 13         | Кагишо Дихашва       | 24. новембар 1984.  | Фулам               | 30 (2)           | Маурицијус, 27. мај 2007.        |
| 17         | Супрајс Морири       | 20. март 1980.      | Мамелоди Сандаунс   | 28 (5)           | Лесото, 8. октобар 2003.         |
| 23         | Тандуисе Кубони      | 22. мај 1986.       | Голден Ероус        | 5 (0)            | 2010.                            |
| Напад      |                      |                     |                     |                  |                                  |
| 9          | Катлего Мфела        | 29. новембар 1984.  | Мамелоди Сандаунс   | 29 (15)          | Маурицијус, 26. фебруар 2005.    |
| 15         | Бернард Паркер       | 16. март 1986.      | Твенте              | 29 (9)           | 2007.                            |
| 18         | Сијабонга Номвете    | 2. децембар 1977.   | Морока Свелоуз      | 74 (16)          | 1999.                            |

## Селектори
- Стенли Тшабалала 1992.
- Ефраим Машаба 1992.
- Аугусто Паласиос 1992—1994.
- Клив Баркер 1994—1997.
- Јомо Соно 1998.
- Филип Трусијер 1998.
- Трот Молото 1998—2000.
- Карлос Кеирож 2000-–2002.
- Јомо Соно 2002.
- Ефраим Машаба 2002—2003.
- Април Пумо 2004.
- Стјуарт Бакстер 2004—2005.
- Тед Думитру 2005—2006.
- Питсо Мосимане 2006.
- Карлос Алберто Переира 2007—2008.
- Жоел Сантана 2008—2009
- Карлос Алберто Пареира 2009—

## Рекорди играча

### Највише наступа
| Играч             | Време играња  | Наступа (голова) |
| ----------------- | ------------- | ---------------- |
| Арон Мокуна       | 1999-тренутно | 100 (2)          |
| Бени Макарти      | 1997-тренутно | 83 (35)          |
| Марк Фиш          | 1993-2006     | 78 (16)          |
| Шон Бартлет       | 1995-2005     | 74 (28)          |
| Сијабонга Номвете | 1999-тренутно | 74 (16)          |
| Џон Мошеу         | 1993-2004     | 73 (8)           |
| Делрон Бакли      | 1998-тренутно | 72 (10)          |
| Лукас Радебе      | 1992-2003     | 70 (2)           |
| Андре Ареденсе    | 1995-2004     | 67 (0)           |
| Сибусисо Зума     | 1998-2008     | 67 (13)          |

### Најбољи стрелци
| Играч             | Време играња  | Голова (Утакм.) |
| ----------------- | ------------- | --------------- |
| Бени Макарти      | 1997-тренутно | 35 (83)         |
| Шон Бартлет       | 1995-2005     | 28 (74)         |
| Фил Масинга       | 1992-2001     | 18 (58)         |
| Сијабонга Номвете | 1999-тренутно | 16 (74)         |
| Сибусисо Зума     | 1998-2008     | 13 (67)         |
| Делрон Бакли      | 1998-тренутно | 10 (72)         |
| Доктор Кхумало    | 1992-2001     | 9 (50)          |
| Теко Модисе       | 2007-тренутно | 9 (37)          |
| Хелман Мекхалеле  | 1994-2001     | 8 (66)          |
| Џон Мошеу         | 1993-2004     | 8 (73)          |